# Bronsdivisionen
Bronsdivisionen är en travsportserie i Sverige för hästar som tjänat mellan 400 000 kronor till 800 000 kronor. Loppen går av stapeln inom ramen för V75-spelet varje lördag vid olika travbanor runt om i landet och är den tredje högsta divisionen av de fem divisioner som ingår i travets elitserie V75.
Efter ett försökslopp i varje division under varje V75-lördag i cirka en till två månader möts de bäst placerade hästarna i respektive division i ett finallopp för respektive division. I Bronsdivisionens final är förstapris 220 000 kronor (sedan 2020).
Löpningsrekordet i ett finallopp av Bronsdivisionen är 1.10,8 över 2140 meter, vilket Vagabond Bi segrade på i augusti 2020.

## Finalvinnare
| År   | Månad | Bana       | Häst               | Kusk                     | Tränare                  | Odds  | Tid     |
| ---- | ----- | ---------- | ------------------ | ------------------------ | ------------------------ | ----- | ------- |
| 2022 | sept  | Solvalla   | Santos de Castella | Jörgen Westholm          | Jörgen Westholm          | 3,96  | 1.11,2  |
| 2022 | aug   | Åby        | Zorro Wind         | Alessandro Gocciadoro    | Alessandro Gocciadoro    | 12,55 | 1.11,4  |
| 2022 | juli  | Eskilstuna | Hipster Am         | Björn Goop               | Stefan P. Pettersson     | 6,16  | 1.12,3  |
| 2022 | maj   | Solvalla   | Zeudi AMG          | Alessandro Gocciadoro    | Alessandro Gocciadoro    | 2,68  | 1.11,5  |
| 2022 | mars  | Solvalla   | Best Ofdream Trio  | Kim Eriksson             | Erik Killingmo           | 3,28  | 1.12,0  |
| 2022 | feb   | Solvalla   | Champ Lane         | Örjan Kihlström          | Timo Nurmos              | 2,21  | 1.13,5  |
| 2021 | dec   | Solvalla   | Four Guys Dream    | Stefan Persson           | Stefan Persson           | 5,89  | 1.12,6  |
| 2021 | nov   | Solvalla   | Hands Down D.E.    | Morten Almeland Pedersen | Morten Almeland Pedersen | 15,14 | 1.12,7  |
| 2021 | sept  | Solvalla   | Swagger            | Sandra Eriksson          | Sandra Eriksson          | 4,99  | 1.11,6  |
| 2021 | aug   | Åby        | Rackham            | Örjan Kihlström          | Christoffer Eriksson     | 4,54  | 1.12,0  |
| 2021 | juli  | Färjestad  | Admiral As         | Örjan Kihlström          | Reijo Liljendahl         | 1,86  | 1.10,9  |
| 2021 | maj   | Solvalla   | Upstate Face       | Adrian Kolgjini          | Adrian Kolgjini          | 35,65 | 1.11,7  |
| 2021 | mars  | Solvalla   | Sweetman           | Erik Adielsson           | Lars I. Nilsson          | 2,68  | 1.12,1  |
| 2021 | feb   | Solvalla   | Gardner Shaw       | Örjan Kihlström          | Jörgen Westholm          | 2,69  | 1.13,4  |
| 2020 | dec   | Solvalla   | Algot Zonett       | Daniel Wäjersten         | Daniel Wäjersten         | 3,14  | 1.12,2  |
| 2020 | nov   | Solvalla   | Farlander Am       | Stefan Persson           | Johan Svensson           | 3,68  | 1.11,5  |
| 2020 | sept  | Solvalla   | Mr Clayton J.F.    | Per Lennartsson          | Stefan Arvidsson         | 38,97 | 1.11,4  |
| 2020 | aug   | Åby        | Vagabond Bi        | Ulf Ohlsson              | David Persson            | 5,54  | 1.10,8  |
| 2020 | juni  | Bergsåker  | Ribaude            | Örjan Kihlström          | Björn Goop               | 9,96  | 1.12,6  |
| 2020 | maj   | Solvalla   | Seismic Wave       | Örjan Kihlström          | Timo Nurmos              | 2,72  | 1.11,6  |
| 2020 | mars  | Solvalla   | Burning Man        | Örjan Kihlström          | Petri Puro               | 3,66  | 1.12,1  |
| 2020 | feb   | Solvalla   | Remarkable Feet    | Jörgen Westholm          | Jörgen Westholm          | 35,17 | 1.12,6  |
| 2019 | dec   | Solvalla   | Night Brodde       | Marc Elias               | Conrad Lugauer           | 5,81  | 1.12,1  |
| 2019 | nov   | Solvalla   | Pascha Tilly       | Ulf Ohlsson              | Jari Kinnunen            | 13,38 | 1.13,1g |
| 2019 | sept  | Solvalla   | From the Mine      | Magnus A. Djuse          | Catarina Norqvist        | 8,34  | 1.12,3  |
| 2019 | aug   | Åby        | Global Undecided   | Örjan Kihlström          | Timo Nurmos              | 2,26  | 1.11,9  |
| 2019 | juni  | Eskilstuna | Eelis              | Björn Goop               | Timo Nurmos              | 1,86  | 1.11,2  |
| 2019 | maj   | Solvalla   | Bucks to Burn      | Örjan Kihlström          | Daniel Redén             | 7,26  | 1.11,6  |
| 2019 | mars  | Solvalla   | Perfect Dynamite   | Rikard N. Skoglund       | Tina Lisell              | 3,75  | 1.12,5  |
| 2019 | feb   | Åby        | Wingait C.H.       | Stefan Persson           | Stefan Persson           | 4,06  | 1.14,4  |
| 2018 | dec   | Solvalla   | Importedfrmdetroit | Daniel Wäjersten         | Markus Pihlström         | 9,29  | 1.13,7  |
| 2018 | nov   | Solvalla   | Milliondollarrhyme | Fredrik B. Larsson       | Fredrik B. Larsson       | 14,42 | 1.12,1  |
| 2018 | sept  | Solvalla   | Mr Golden Quick    | Mika Forss               | Mika Haapakangas         | 9,58  | 1.12,0  |
| 2018 | aug   | Åby        | Victory Kåsgård    | Flemming Jensen          | Flemming Jensen          | 4,61  | 1.13,0  |
| 2018 | juni  | Färjestad  | Urban Kronos       | Örjan Kihlström          | Roger Walmann            | 4,34  | 1.11,9  |
| 2018 | maj   | Solvalla   | Magic Gwin         | Kaj Widell               | Mona Winkvist            | 5,27  | 1.11,1  |
| 2018 | april | Solvalla   | Olle Rols          | Peter Ingves             | Mats Rånlund             | 4,01  | 1.11,9  |
| 2018 | feb   | Solvalla   | Vic de Luxe        | Mika Forss               | Mika Haapakangas         | 11,30 | 1.13,6  |
| 2017 | dec   | Solvalla   | Trinity Lux        | Wilhelm Paal             | Wilhelm Paal             | 19.05 | 1.15,6  |
| 2017 | nov   | Solvalla   | Tobacco            | Kenneth Haugstad         | Roger Walmann            | 22.38 | 1.13,5  |
| 2017 | sept  | Solvalla   | Generaal Bianco    | Peter Untersteiner       | Peter Untersteiner       | 1.91  | 1.12,2  |
| 2017 | aug   | Åby        | Nobel Amok         | Robert Bergh             | Robert Bergh             | 2.75  | 1.13,1  |
| 2017 | juli  | Bergsåker  | Mellby Drake       | Jan Norberg              | Robert Bergh             | 5.19  | 1.12,1  |
| 2017 | maj   | Solvalla   | Aron Palema        | Åke Svanstedt            | Pär Hedberg              | 4.81  | 1.12,2  |
| 2017 | april | Solvalla   | Västerbo Hard Cash | Björn Goop               | Björn Goop               | 12.42 | 1.13,6g |
| 2017 | feb   | Solvalla   | Young Farmer       | Thomas Uhrberg           | Thomas Uhrberg           | 12.03 | 1.13,4  |
| 2016 | dec   | Solvalla   | Tjacko Zaz         | Erik Adielsson           | Timo Nurmos              | 5.05  | 1.13,6  |
| 2016 | nov   | Solvalla   | Heartbreaker V.S.  | Björn Goop               | Björn Goop               | 3.40  | 1.14,1  |
| 2016 | sept  | Solvalla   | Le Miracle         | Erik Adielsson           | Svante Båth              | 1.87  | 1.12,4  |
| 2016 | aug   | Åby        | Cab Hornline       | Per Lennartsson          | Per Lennartsson          | 12.81 | 1.14,0  |
| 2016 | juli  | Eskilstuna | Slide so Easy      | Flemming Jensen          | Flemming Jensen          | 5.73  | 1.12,3  |
| 2016 | maj   | Solvalla   | Bravo Navarone     | Erik Adielsson           | Marcus Lindgren          | 14.74 | 1.11,6  |
| 2016 | april | Solvalla   | Ochongo Face       | Erik Lindegren           | Erik Lindegren           | 6.62  | 1.12,5  |
| 2016 | feb   | Solvalla   | Augustus F.        | Stefan Söderkvist        | Helena Burman            | 12.18 | 1.14,1  |
| 2015 | dec   | Solvalla   | Only One Winner    | Björn Goop               | Timo Nurmos              | 8.86  | 1.12,9  |
| 2015 | nov   | Solvalla   | Usain Henna        | Oskar Svanberg           | Oskar Svanberg           | 5.89  | 1.12,4  |
| 2015 | sept  | Solvalla   | Nadal Broline      | Ulf Ohlsson              | Reijo Liljendahl         | 1.67  | 1.11,6  |
| 2015 | aug   | Åby        | Ni Talar Bra Latin | Stefan Söderkvist        | Petri Puro               | 2.81  | 1.12,2  |
| 2015 | juni  | Färjestad  | Love Dancer        | Fredrik B. Larsson       | Fredrik B. Larsson       | 6.67  | 1.11,8  |
| 2015 | maj   | Solvalla   | Sauveur            | Åke Lindblom             | Åke Lindblom             | 3.49  | 1.12,3  |
| 2015 | mars  | Solvalla   | Rocket Zet         | Björn Goop               | Daniel Redén             | 3.64  | 1.12,0  |
| 2015 | feb   | Solvalla   | Oliver Kronos      | Erik Adielsson           | Ulf Stenströmer          | 3.77  | 1.13,9  |